# Gonocarpus incanus
Gonocarpus incanus es una especie de planta floral perteneciente al género Gonocarpus, de la familia Haloragaceae, orden Saxifragales. Crece en el bioma subtropical.
Fue descrita por (A.Cunn.) Orchard. La especie es válida y aceptada y aparece registrada en una sección de la publicación Bull. Auckland Institute and Museum 10: 213 de 1975.

## Distribución
Se distribuye por el norte y sur de Nueva Zelanda.